# アゼルバイジャン人の一覧
アゼルバイジャン人の一覧（アゼルバイジャンじんのいちらん）は、アゼルバイジャン（歴史的ロシアおよびソビエト連邦出身者も含む）出身者、アゼルバイジャン人の一覧である。

## あ行
- ミルザ・ファトフ・アリー・アーホンドザーデ（アゼルバイジャン語版、ルーマニア語版、英語版） - 作家、文学者。ロシア語でミルザ・ファタリ・アフンドフとも呼ばれることがある
- アラス・アガラロフ（英語版） - 実業家。不動産業の資産家として知られている
- ウラジーミル・アコピアン - アルメニアのチェスのグランドマスター。バクー出身
- メシャジ・アジズベコフ - 革命家
- アジム・アジマザデ（ロシア語版、英語版） - 美術家
- アガ・アシュロフ（ロシア語版） - アゼルバイジャン民主共和国の政治家
- ラミズ・アッバスリ（英語版） - 作家。翻訳者
- ナミク・アバソフ - 元・国家保安省役人。中将
- アイシャン・アブドゥラジモワ － バレーボール選手
- ロブナグ・アブドラエフ（アゼルバイジャン語版、英語版） - SOCAR社長。アゼルバイジャン柔道連盟（アゼルバイジャン語版）（ACF）、アゼルバイジャン・サッカー連盟（アゼルバイジャン語版、英語版） （AFFA）会長
- アブデュラリ・ベイ・アミルジャノフ - アゼルバイジャン民主共和国の政治家
- フィクレト・アミロフ -  作曲家。日本では「フィクレト・アミーロフ」の名で呼ばれることが多い
- シャフカト・アラクバロヴァ（アゼルバイジャン語版、ロシア語版、英語版） - 歌手。主にクラシック音楽を手掛けていた
- イルハム・アリエフ - 同国の現（第4代）大統領(2003年～)
- ナティグ・アリエフ（アゼルバイジャン語版） -  政治家、地質学者。かつてはSOCAR社長であった
- ファーカーン・アリエフ（アゼルバイジャン語版） - 技術科学博士。アゼルバイジャン建築・建設大学（アゼルバイジャン語版）に教授として所属しており、オックスフォードアカデミーの名誉教授でもある
- フセインクル・アリエフ（アゼルバイジャン語版） - 画家。彫刻家でもあった
- ヘイダル・アリエフ - 同国第3代大統領(1993年～2003年)でイルハム・アリエフの父に当たる
- マフムド・アリエフ（英語版） - アゼルバイジャン社会主義ソビエト共和国政治家。外交官でもあった
- メフリバン・アリエヴァ - 同国の政治家。イルハム・アリエフの妻である
- サフラ・アリザデ - 歌手
- ヴァギト・アレクペロフ - ロシアの石油会社「ルクオイル」の社長。アゼルバイジャン石油化学大学（アゼルバイジャン語版、英語版）卒業

- カリル・リザ・ウルチュルク（アゼルバイジャン語版、ロシア語版、英語版） - 詩人。翻訳者としても活動。文学批評家でもあった

- スルタン・メジド・エフェンディエフ - アゼルバイジャン社会主義ソビエト共和国の政治家。ヒンメト創設者の一人
- メソード・エフェンディエフ - 科学者
- アブルファズ・エルチベイ（英語版） - 同国2代大統領

- サメド・アガ・アガマリ・オグルィ - 革命家であり政治家。文筆家としての面も持っていた
- スレン・オセピャン - アルメニア人の革命家。帝政ロシアエリザヴェトポリ県（ロシア語版）出身

## か行
- パッナ・アリ・カーン（ロシア語版、英語版） - カラバフ・ハン国（ロシア語版、英語版）の肇国者。サーリジャリー地域（現アグダム県）出身
- エルマール・ガシモフ － 柔道選手
- ナターワン・ガシモワ － バレーボール選手
- Kaspiyskiy gruz（ロシア語版）（カスピースキー・グロス） - アゼルバイジャンのロシア語ラップ・グループ。2000年から結成・活動中
- ガルリ・カスパロフ － 政治家。元はチェス選手として活躍していた
- ディララ・カズモヴァ - 歌手 兼 女優
- エルダル・ガスモフ - 歌手
- カラ・カラーエフ - 作曲家
- ファラドシュ・カラーエフ - 作曲家
- アガサディク・ガレイベイリ（アゼルバイジャン語版、ロシア語版） - ソ連時代の俳優
- イサ・ガンバル（英語版） - 同国大統領代行

- オクサナ・キセリョワ － バレーボール選手
- ニザーミー・ギャンジェヴィー - ペルシア人の詩人。現在のアゼルバイジャン・ギャンジャ出身

- トフィク・クリーエフ - 作曲家
- ラミル・グリエフ - トルコ国籍の陸上競技選手。バクー出身

- ヴガール・ケラモフ - 総合格闘家。第四代RIZINフェザー級王者

## さ行
- フランギス・アリ＝ザデー - 作曲家。ピアニスト
- アジザ・ムスタファ・ザデ - 作曲家
- ヴァギフ・ムスタファ・ザデ - ジャズピアニストであり作曲家。
- ロトフィ・ザデー - 数学者・電気工学者・計算機科学者・人工知能学者。ファジィ集合の提唱者
- ミルザ・サビール（アゼルバイジャン語版、英語版） - 詩人。教師で哲学者でもあった
- ハサン・ベイ・ザルバディ（英語版） - 19世紀のジャーナリスト。歌手のアイセル・テイムルザデは彼の子孫として知られている
- サミル・ジャヴァドザデ - 歌手
- ヴァギフ・ジャヴァドフ - サッカー選手
- マンマト・ユシフ・ジャファロフ（ロシア語版） - 政治家
- ジャファル・ジャッバルリ（アゼルバイジャン語版） - 劇作家
- ジャヴァンシル家（英語版、ロシア語版、アゼルバイジャン語版）
  - イブラヒム・カリル・カーン＝ジャヴァンシル（アゼルバイジャン語版、英語版） - カラバフ・ハン国の君主
  - カーンラー・アガ＝ジャヴァンシル（ロシア語版） - 政治家。軍人としての階級は大佐。イブラヒム・カリル・カーンの5人目の子息に当たる
  - モハメド・カシム・アガ＝ジャヴァンシル（ロシア語版） - 政治家。軍人としての階級は兄のカーンラーと同じく大佐。イブラヒム・カリル・カーンの7人目の子息に当たる
  - ベフブド・カーン＝ジャヴァンシル（アゼルバイジャン語版、ロシア語版、英語版） - 政治家。 アゼルバイジャン民主共和国の内務大臣を務めていた
  - ママド・ハッサン・アガ＝ジャヴァンシル（ロシア語版、英語版） - 軍人。帝政ロシアの軍事指導者として活動していた
  - ジャファルグル・アガ＝ジャヴァンシル（英語版） - 詩人
  - アフメド・ベク＝ジャヴァンシル（ロシア語版） - 詩人。歴史家で技術者でもあった
  - ハミダ・ママドクライザデ＝ジャヴァンシル（ロシア語版、英語版） - 慈善家。アゼルバイジャンにおける初期の教育者の1人である
- アッバス・ミルザ・シャリフザデ（アゼルバイジャン語版、英語版） - 俳優。映画監督や映画編集者、芸術家としても活動しており、同国においては「名誉ある芸術家」の一人に数え上げられている。
- ニガル・ジャマル - 歌手
- ウラジーミル・ジュワノフ（ロシア語版） - ソ連軍の指導者。階級は大将。バクー・サブンチュンスキー地区（現在のサブンチュ地区（アゼルバイジャン語版、ロシア語版））マスタガ（アゼルバイジャン語版、ロシア語版）出身

- セイイド・アジム・シルヴァニ（アゼルバイジャン語版、英語版） - 詩人

- ホスロフ・ベイ・スルタノフ（英語版） - 政治家

- リヒャルト・ゾルゲ - ソビエト連邦のスパイでゾルゲ事件の首謀者。バクー県サブンチ出身

## た行
- ベラ・ダヴィドヴィチ - ユダヤ系ピアニスト。第4回ショパン国際コンクール(1949年)優勝。1982年よりジュリアード音楽院(ニューヨーク)で教育中
- ヤコフ・ダヴィドフ - ソ連共産党の活動家。チェキストでもあった

- アイセル・テイムルザデ - R&B歌手。ジャーナリストとして活動していたハサン・ベイ・ザルバディを先祖に持つ
- ウラジーミル・デカノゾフ - ソ連の政治家。外交官を務めており、チェキストでもあった

## な行
- フールシード・バーヌー・ナータヴァーン（ロシア語版、トルコ語版、英語版） - 詩人。シュシャ出身
- エシャン・ハン・ナヒチェヴァンスキー（英語版） - ナヒチェヴァン・ハン国（英語版）の統治者。グセイン・ハン・ナヒチェヴァンスキーとは親子関係にある
- グセイン・ハン・ナヒチェヴァンスキー - 帝政ロシアの軍人。騎兵将軍であった
- ジャファルグル・ハン・ナヒチェヴァンスキー（英語版） - 政治家。かつてはロシア帝国軍将校だった。グセイン・ハン・ナヒチェヴァンスキーとは兄弟関係にある
- トグルル・ナリマンベコフ（アゼルバイジャン語版、ロシア語版、英語版） - 美術家
- ナリマン・ベイ・ナリマンベヨフ - アゼルバイジャン民主共和国の政治家
- ババク・ニフタリエフ（アゼルバイジャン語版） - パフォーマー

## は行
- モッラ・パナ・ヴァギフ（アゼルバイジャン語版、英語版） - 詩人。政治家であり外交官でもあった。彼の死を偲んでシュシャ（英語版）に建立されたヴァギフ廟（英語版）は現在、当地の名所として有名となっている
- アッバースグリ・バキハノフ（アゼルバイジャン語版） - 科学者。学者で作家でもある。アッバスグル・バキハノヴとも記される
- アッラ・ハサノヴァ（アゼルバイジャン語版、英語版） -  バレーボール選手。同国を代表するスポーツ選手の一人として有名
- ババク・ハサンザデー（アゼルバイジャン語版） - トルコで活動中の俳優。レンキャラン出身
- ウゼイル・ハジベヨフ - 作曲家。最初のソ連人民芸術家を受賞。レーニン賞も受賞。同国の国歌を作曲した
- ジャモ・ベイ・ハジンスキー - アゼルバイジャン民主共和国の政治家
- マンメト・ハサン・ハジンスキー（英語版） - 政治家
- ハリル＝ベイ・ハスマンマドフ（ロシア語版、英語版） - 政治家
- サビナ・ババイェヴァ - 歌手
- エレーナ・パルホメンコ - バレーボール選手
- オクサナ・パルホメンコ - バレーボール選手
- サッタール・バルルザデー（アゼルバイジャン語版、ロシア語版、英語版、オランダ語版） - 画家。日本では「サッタル・バルルザディ」と表記されることがある

- エマズマユ・ヴィトルガン（ロシア語版、英語版） - 俳優。ユダヤ系。主に映画で活動しており、100本以上の映画に出演。現在、ロシア・ユダヤ人会議（ロシア語版）（ RJC ）に所属

- ダダシュ・ブニアザーデ - 革命家。政治家でもあった

- BulBul（アゼルバイジャン語版、英語版）（ブルブル） - オペラ歌手。本名はムルトゥザ・マンマドフ(露：Муртуза Мамедов，英：Murtuza Mammadov)

## ま行
- ポゴス・マキンツャン - 帝政ロシア時代のアルメニア人で歴史家を自称していた。 政治家であり作曲家でもあった
- ミケイル・ムスフィク（アゼルバイジャン語版、英語版） - 詩人。アゼルバイジャン国家出版社（アゼルバイジャン語版）の元編集者
- エルダル・マフムドフ - 政治家。役職は中将
- サキット・ママドブ - 芸術家。同国の名誉アーティストでユネスコ芸術家協会会員
- エルヌル・ママドリ - 元柔道家
- ツイムフィラ・メフタカフェッテデノヴァ - シドニーオリンピック女子射撃金メダリスト
- ファリド・マンスロフ - アテネオリンピック、レスリング金メダリスト
- ジャリル・マンマドグルザーデ（アゼルバイジャン語版、ロシア語版、英語版） - 風刺作家
- ファリド・マンマドフ - 歌手
- ヤグブ・マンマドフ（英語版） - 同国大統領代行
- ヤグブ・マンマドフ (歌手)（英語版） - 歌手
- トフィック・ムサエフ  - 総合格闘家。RIZIN FIGHTING WORLD GRAND-PRIX 2019優勝。
- ガザンファル・ムサベコフ - 政治家。ボリシェヴィキでもある
- バイラム・ムスタファエフ（アゼルバイジャン語版、英語版） - 柔道選手。リオデジャネイロパラリンピックにて銀メダルを獲得している
- アヤズ・ムタリボフ（英語版） - 同国初代大統領

- ウラジーミル・メニショフ - 映画監督・俳優

## や行
- ナシブ・ベイ・ユシフベイリ（ロシア語版） - 政治家

## ら行
- メフメト・エミーン・ラスールザーデ - アゼルバイジャン民主共和国の政治家
- ムサ・ベイ・ラフィエフ（英語版） - 政治家
- レフ・ランダウ － 理論物理学者

- ラスール・リザ（アゼルバイジャン語版、ロシア語版、英語版） - 詩人。彼の名を冠した『ラスール・リザ賞（アゼルバイジャン語版）』は、同国における文学賞の中で非常に名誉の高いものとされている
- アガバジ・イスマイル・キジ・リザエヴァ（ロシア語版） - 作曲家。同国における最初の女性作曲家として知られている

- ムスティスラフ・ロストロポーヴィチ - チェロ奏者兼指揮者

## 在外
- アリエフ・マックモド（Aliev Makhmud） - 格闘家。PRIDE.29に出場した経歴を持つ
- アリ・ダエイ - イラン出身のサッカー選手

- ファラ・パフラヴィー - パフラヴィー朝第2代皇帝モハンマド・レザー・パフラヴィーの妻（初代皇帝レザー・シャーの妻もアゼルバイジャン系である）。
- アリー・ハーメネイー - イランの第2代最高指導者

- エルヌル・フュセイノフ - ポップ歌手

- ミール・ホセイン・ムーサヴィー - イラン元首相

## アゼルバイジャンにゆかりのある人物
- モガメド・イブラギモフ - 男子レスリング選手。マケドニア共和国出身。1996年アトランタオリンピックにアゼルバイジャン代表として出場している
- ハイレ・イブラヒモフ - 男子陸上競技選手。エチオピア・メケレ出身。国籍をアゼルバイジャンへ移籍している
- ルスタム・オルジョフ - 男子柔道選手。ロシア・イルクーツク出身。現在の国籍はアゼルバイジャンとなっている
- ヘタグ・ガジュモフ - 男子レスリング選手。ロシア・北オセチア共和国アラギール出身。2006年から国籍をアゼルバイジャンへ移籍
- ファトマ・カドリ（アゼルバイジャン語版） - 女優。元はオデッサ州（ウクライナ・ソビエト社会主義共和国時代）の出身
- シャリフ・シャリホフ - 男子レスリング選手。ロシア・ダゲスタン共和国出身。現在は国籍をアゼルバイジャンへ移籍している
- マリヤ・スタドニク - ウクライナ出身の女子レスリング選手で、同じくレスリング選手であるアンドレイ・スタドニクの妻でもある。国籍をアゼルバイジャンへ移籍している
- マルズィイヤ・ダヴドヴァ（アゼルバイジャン語版） - 女優。元は帝政ロシア時代のアストラハン出身であった。エルダル・ガスモフの曾祖母に当たる
- モブルド・ミラリエフ - 男子柔道選手。ウズベキスタン・カシュカダリヤ州出身。現在は国籍をアゼルバイジャンへ移籍
- ラミラ・ユスボワ - 女子柔道選手。ジョージア・トビリシ出身。国籍をアゼルバイジャンへ移籍している
- ビタリー・ラヒモフ - 男子レスリング選手。アルメニア・メグリ出身。国籍をアゼルバイジャンへ移籍している